# Phillipsburg, Ohio
Phillipsburg là một làng thuộc quận Montgomery, tiểu bang Ohio, Hoa Kỳ. Năm 2010, dân số của làng này là 557 người.

## Dân số
- Dân số năm 2000: 628 người.
- Dân số năm 2010: 557 người.